# Radio Disney (Ecuador)
Radio Disney es una emisora radial ecuatoriana de frecuencia modulada ubicada en la ciudad de  Guayaquil y transmitiendo en varias ciudades de Ecuador.  pertenece a Radio Concierto Guayaquil S.A. y está afiliada a la cadena Radio Disney Latinoamérica.
Radio Disney es una radio musical de éxitos en español e inglés que transmite las 24 horas del día con un elenco de locutores integrado por jóvenes estudiantes de locución. La programación está destinada a niños y adolescentes.

## Frecuencias

### Actuales
- Guayaquil - 93.7 MHz
- Santa Elena/Salinas - 93.7 MHz
- Cuenca - 100.9 MHz

### Anteriores
The Walt Disney Company Latin America anunció a mediados del 2013 que dejaba de transmitir su señal en cinco ciudades de Ecuador: Quito, Latacunga, Santo Domingo, Ambato y Esmeraldas. Esto debido al inicio del proceso de devolución de la frecuencia al Estado tras el incumplimeinto del artículo 6 de la nueva Ley de la Comunicación, el gerente de la emisora Johnny Czarninski informó en un comunicado explicando el motivo del apagón.
- Ambato - 94.1 MHz[3]
- Azogues - 100.9 MHz[3]
- Cuenca - 100.9 MHz[3]
- Esmeraldas - 105.5 MHz[3]
- Latacunga - 94.1 MHz[3]
- Salcedo - 94.1 MHz[3]
- Santo Domingo de los Colorados - 90.5 MHz[3]
- Quito - 90.5 MHz[3]